# NGC 2647
NGC 2647 è una vasta e lontana galassia lenticolare compatta situata nella costellazione del Cancro, a una distanza di circa 809 milioni di anni luce dalla nostra Via Lattea.

## Scoperta
La galassia è stata scoperta il 30 ottobre 1864 dall'astronomo tedesco Albert Marth.